# V347 Большого Пса
V347 Большого Пса (лат. V347 Canis Majoris) — одиночная переменная звезда в созвездии Большого Пса на расстоянии (вычисленном из значения параллакса) приблизительно 7698 световых лет (около 2360 парсеков) от Солнца. Видимая звёздная величина звезды — от +16m до +12,5m.

## Характеристики
V347 Большого Пса — красная пульсирующая переменная звезда, мирида (M) спектрального класса M9-M10 или M10:.